# Grimaud
 Grimaud  es una población y comuna francesa, que se encuentra en la región de Provenza-Alpes-Costa Azul, departamento de Var, en el distrito de Draguignan y cantón de Grimaud.

## Demografía
| 1378 | 1672 | 2408 | 2910 | 3322 | 3780 |
| Para los censos de 1962 a 1999 la población legal corresponde a la población sin duplicidades (Fuente: INSEE [Consultar]) |      |      |      |      |      |